# Амитивилски ужас 6: Било је време
Амитивилски ужас 6: Било је време (енгл. Amityville: It's About Time, познат и под насловом Amityville 1992: It's About Time) амерички је натприродни хорор филм из 1992. године, режисера Тонија Рандела, са Стивеном Махтом, Шон Ведерли, Меган Ворд и Дејмоном Мартином у главним улогама. Шести је филм у серијалу Амитивилски ужас. Слично као у четвртом делу серијала, радња није смештена у Амитивилској кући, али се њено проклетство преноси преко једног предмета из куће, у овом случају преко зидног сата.
Филм је дистрибуиран директно на видео 16. јула 1992. На Филипинима је приказан и у биоскопима под насловом Проклетство Амитивила: Последње поглавље у фебруару 1993. У јулу 2005. продукцијска кућа Лајонсгејт објавила је Амитивилски ужас 6 на ДВД-у. Добио је боље оцене критичара од свог претходника, али далеко лошије од прва два филма.
Наредне године снимљен је нови наставак, под насловом Амитивилски ужас 7: Нова генерација. 

## Радња
Архитекта Џејкоб Стерлинг одлази на пословно путовање у Амитивил и позива своју бившу девојку Андреу Ливингстон да брине о његових двоје деце тинејџерског узраста, док је он одсутан. Пре повратка Џејкоб купује зидни сат са клатном, за који се испоставља да је из уклете Амитивилске куће. Када постави сат на зид у његовој породичној кући почињу да се одигравају натприродне појаве.

## Улоге
| Глумац         | Улога              |
| -------------- | ------------------ |
| Стивен Махт    | Џејкоб Стерлинг    |
| Шон Ведерли    | Андреа Ливингстон  |
| Меган Ворд     | Лиса Стерлинг      |
| Дејмон Мартин  | Расти Стерлинг     |
| Џонатан Пенер  | др Леонард Стафорд |
| Нита Талбот    | Абигејл            |
| Дин Кокран     | Енди               |
| Тери Снел      | госпођа Тетман     |
| Вили Карпентер | доктор             |
| Дик Милер      | господин Андерсон  |
| Алан Верман    | возач комбија      |
| Дилан Мајло    | беба Рати          |